# Heinrich von Bobenhausen

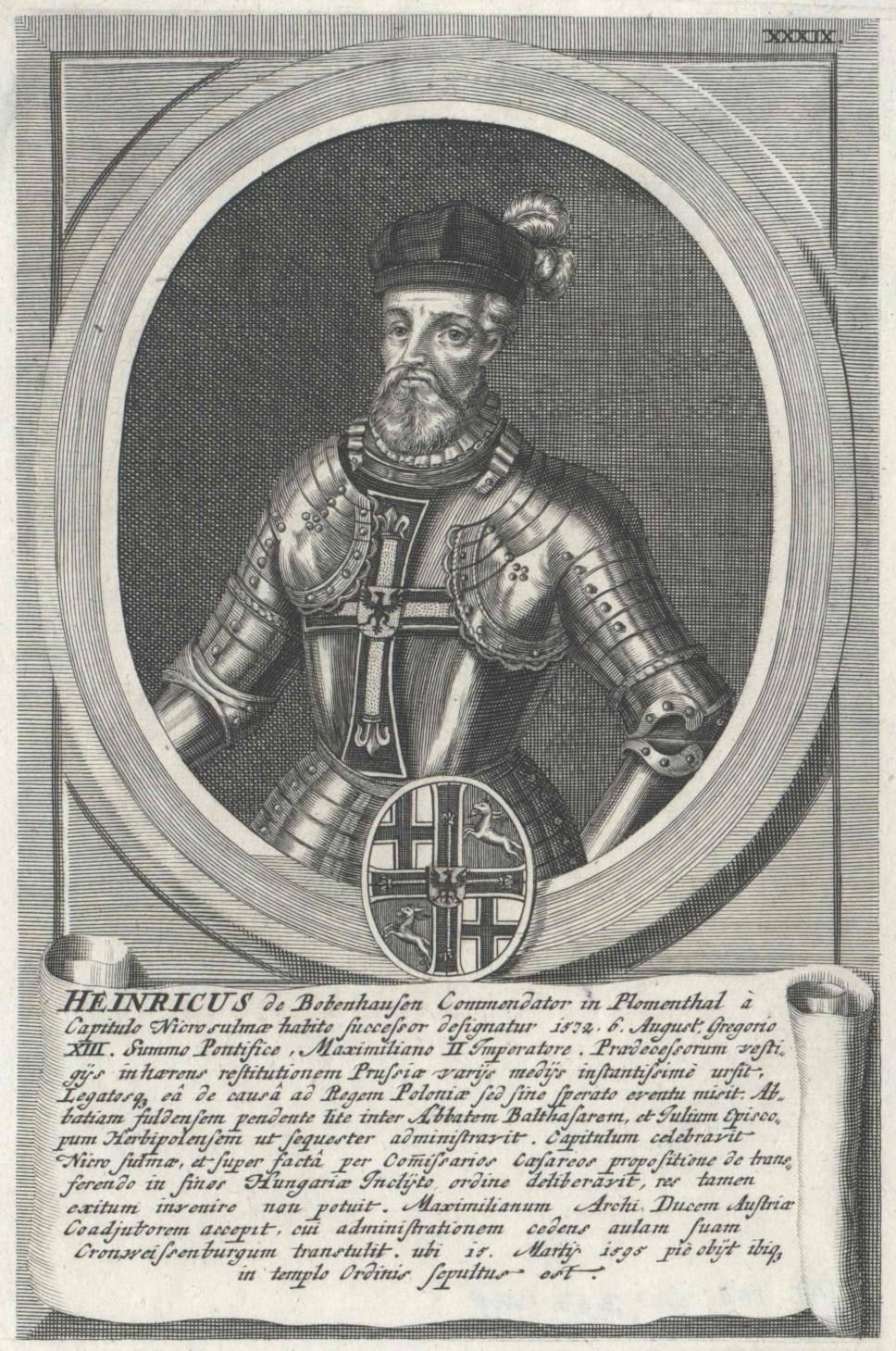
Heinrich von Bobenhausen

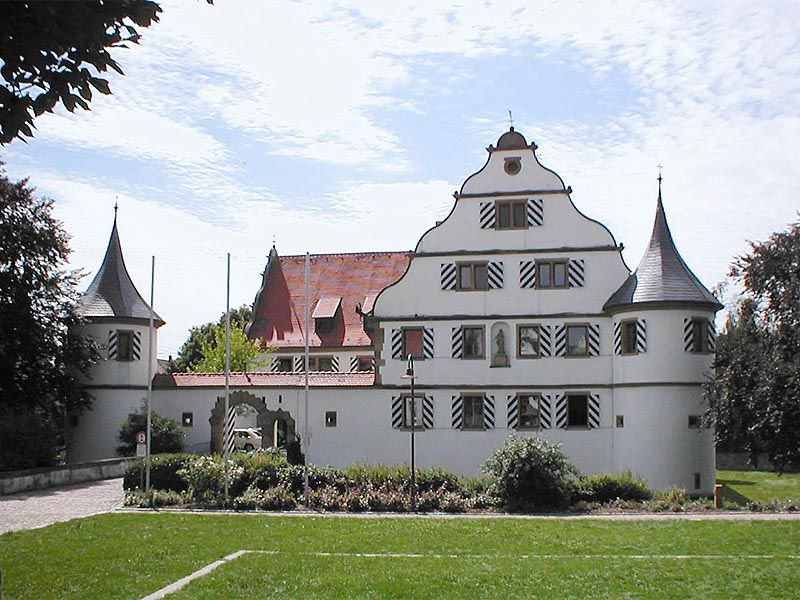
Deutschordensschloss Kirchhausen, erbaut unter Heinrich von Bobenhausen in den Jahren 1572 bis 1576

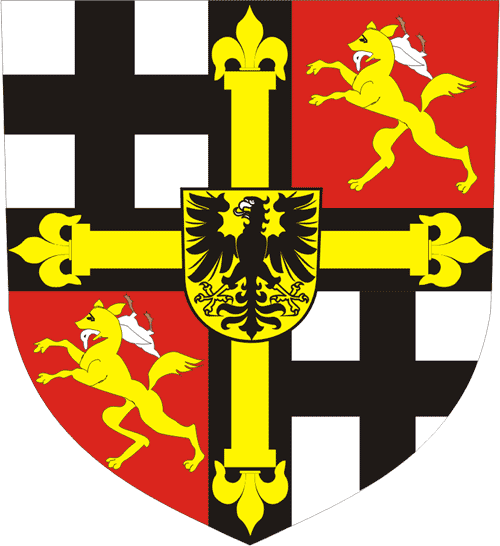
Hochmeisterwappen Heinrichs von Bobenhausen

Heinrich von Bobenhausen (* ca. 1514; † 21. März 1595) war der 41. Hochmeister des Deutschen Ordens von 1572 bis 1590.

## Leben
Heinrich von Bobenhausen entstammt dem fränkischen Adelsgeschlecht der Familie von Bobenhausen. Er war zunächst Komtur von Bad Mergentheim in der Zeit von 1547 bis 1549, anschließend Komtur von Frankfurt am Main und bis 1565 Komtur von Regensburg. Seit 1557 war er Landkomtur der Deutschordensballei Franken.
1572 stieg er zum Hoch- und Deutschmeister mit Sitz in Mergentheim auf. 1572 wurde von Bobenhausen vom Kaiser mit Preußen belehnt. 
1576 wurde er zusätzlich durch Kaiser Maximilian II. zum Administrator des Hochstifts Fulda ernannt. In der Zeit als Hochmeister verschlechterten sich die Beziehungen zu Kaiser Maximilian II. massiv. Er musste es unter Kaiser Rudolf II. hinnehmen, dass man ihm ab 1585 einen Koadjutor, seinen späteren Nachfolger als Hochmeister, den Sohn Maximilians und Bruder des Kaisers, Maximilian III., zur Seite stellte und er faktisch seine Macht abgeben musste. So übergab Bobenhausen nach der Eidesleistung von Maximilian im Oktober 1585  die Residenz und die Kammerhäuser in Mergentheim an Maximilian. 1586 erfolgte dann die Erlaubnis zur Führung des preußischen Hochmeisterkreuzes durch Maximilian unter Vorbehalt der Superiorität, der Regalien und des Titels des Hoch- und Deutschmeisters. 1586 musste er auch die Administration der Reichsabtei Fulda an Maximilian. abgeben. Den Versuch der erneuten Übernahme der Ordensregierung im 1587 unterband der Mergentheimer Statthalter. Er zog sich im Herbst 1585 gegen ein jährliches Deputat in das deutschmeisterliche Kammerhaus in Weißenburg im Elsaß zurück. Am 12. Dezember 1590 resignierte Bobenhausen auf seine Hochmeisterwürde und starb am 21. März 1595 in Weißenburg und wurde in der dortigen Kommendenkirche beigesetzt.
Zu seinen Bautätigkeiten gehört die Errichtung des Deutschordensschlosses Kirchhausen und des Schlosses Stocksberg in Stockheim.